# Phenacoccus pumilus
Phenacoccus pumilus är en insektsart som beskrevs av Kiritshenko 1936. Phenacoccus pumilus ingår i släktet Phenacoccus och familjen ullsköldlöss. Inga underarter finns listade i Catalogue of Life.